# Emanuela Baroni
Emanuela Baroni (Trieste, 12 settembre 1965) è una doppiatrice italiana.

## Biografia
Figlia dell'attore e doppiatore Gil Baroni, nonché sorella maggiore del doppiatore Marco Baroni.
Dal 2001 è la voce di Clarabella della Banda Disney

## Doppiaggio

### Film
- Elizabeth Marvel in A Royal Weekend, The Bourne Legacy
- Viola Davis in Ender's Game, Hunger Games - La ballata dell'usignolo e del serpente
- Antonia Holfelder in Maga Martina e il libro magico del draghetto
- Allison Janney in Bombshell - La voce dello scandalo
- Sharon Stone in 5 dollari al giorno
- Octavia Spencer in Prossima fermata Fruitvale Station
- Marisa Tomei in The Watcher
- Amy Ryan in E poi c'è Katherine
- Susan Duerden in Summertime - Sole, cuore... amore
- Lisa Barbuscia in Adrenalina blu - La leggenda di Michel Vaillant
- Heather Wahlquist in La custode di mia sorella
- Nada Despotovitch in Jerry Maguire
- Maggie Cheung in In the Mood for Love
- Michael Hyatt in La ragazza della palude
- Noma Dumezweni ne La sirenetta
- Senay Gürler in Un vero gentiluomo
- Jasmin Shakeri in Hard Feelings
- Dee Wallace in Le streghe di Salem
- Duduzile Ngcobo in A Soweto Love Story
- Noémie Lvovsky in Nice Girls
- Parker Posey in Prima o poi s...vengo!

### Film d'animazione
- La Signorina Ragno in James e la pesca gigante
- Genoveffa in Cenerentola II - Quando i sogni diventano realtà e Cenerentola - Il gioco del destino
- Kanade in Inuyasha the Movie - L'isola del fuoco scarlatto
- Stella ne Il topolino Marty e la fabbrica di perle
- Quinn in Battaglia per la Terra 3D
- Elodie in Titeuf - Il film
- Curandera in Spaghetti Western in the Water
- Dora in Mister Link
- Edith Frank in Anna Frank e il diario segreto
- Generale Cardona in Spellbound - L'incantesimo

### Serie televisive
- Anita Barone e Jane Sibbett in Friends
- Aurélie Anger in A scuola con filosofia
- Tracy Middendorf in Alias
- Lucy Chalkley in Jinx - Fornelli e magie
- Regina King in 24
- Noma Dumezweni in The Undoing - Le verità non dette
- Erika Alexander in Street Time
- Lauren Vélez in Dexter
- T'Keyah Crystal Keymàh e Debra Wilson in Raven
- Brooke Dillman in Good Morning, Miami
- Astrid M. Fünderich in Squadra Speciale Stoccarda
- Tammy MacIntosh in Miss Fisher - Delitti e misteri
- Toks Olagundoye in Castle
- Eva Martin in Valeria
- Brigitte Sy in Black Spot
- Nina Hoger in Un ciclone in convento
- Aisha Tyler in Criminal Minds
- Alfree Woodard in State of Affairs
- Henriette Steenstrup in Ragnarok
- Alanna Ubach in Snowfall
- Roberta Taylor in Shakespeare & Hathaway investigatori privati
- Michelle Hurd in Star Trek: Picard
- Anna Chancellor in Hotel Portofino
- Barbara Eve Harris in FUBAR
- Diana-Maria Riva in Glamorous
- Sheeba Chaddha in Das Signal - Segreti dallo spazio
- Leah MacRae in Baby Reindeer
- Rosa Blasi in Make It or Break It - Giovani campionesse

### Serie animate
- Clarabella in House of Mouse - Il Topoclub, La casa di Topolino, Topolino - Strepitose avventure
- Cornelia Li Britannia in Code Geass: Lelouch of the Rebellion
- Signorina Bernice Smith in Alvinnn!!! e i Chipmunks
- Kate (2ª voce) in Lucy May
- Lolly in Mazinkaiser
- Maya in Galactik Football
- Flo in Ebb e Flo
- Careena Payne in Le nuove avventure di Nanoboy
- Miss Jolly in In giro per la giungla
- Barbara Blocksberg in Bibi piccola strega
- Madame A in Spike Team
- BMO in Adventure Time
- Sylvia in Wander
- Biancaneve in Regal Academy
- Pam Poovey in Archer
- Helga in Kick Chiapposky - Aspirante stuntman
- Keiko Kurumizawa in Boys Be...
- Zia Agatha in Neo Yokio
- Katherine "Cutter" Sterns in Monsters & Co. la serie - Lavori in corso!
- Peggy Scratch in Kit & Sam - Misteri del regno animale
- Strega Illusoria in Arcane
- Paula Persimmon in Dream Productions

### Videogiochi
- Clarabella in Epic Mickey 2: L'avventura di Topolino e Oswald[1]